# Делла (водоспад)
Делла — водоспад, розташований у провінційному парку Страткона на острові Ванкувер у Британській Колумбії, Канада. Загальна висота 440 м. Він є 16-м найвищим підтвердженим водоспадом у Канаді та другим найвищим водоспадом на острові Ванкувер після водоспаду Ківі в провінційному парку озера Шоен.

## Відкриття
У 1899 році старатель і мисливець Джо Дрінкуотер відкрив водоспад Делла і назвав його на честь своєї дружини. :61Дрінкуотер також побудував 16 км пішохідну стежку до водоспаду через Дрінкуотер-Крік. Біля водоспаду все ще можна побачити докази його діяльності з видобутку золота, зокрема збудовану ним канатну дорогу.

## Доступ
Єдиний спосіб дістатися до водоспаду Делла, крім вертольота, це перетнути все Велике центральне озеро на човні; Єдина дорога, яка під'їжджає до озера, знаходиться на протилежному боці від парку Страткона. Після 35 км перетину, є док, який позначає початок парку Страткона, і кемпінг, який можна використовувати як базовий табір, перш ніж спробувати наступні 15 км підйом до підніжжя водоспаду Делла. Більше кемпінгів є вздовж стежки та біля підніжжя водоспаду. Похід, частина якого йде старою лісозалізницею, займає близько семи годин в одну сторону і підходить для туристів середнього рівня.[джерело?]

### Нотатки
1. ↑  Виявлено в європейському контексті. Водоспад був відомий народам перших націй задовго до того, як туди зайшов Дринкуотер.